# Greta Kaisa Renström
Greta Kaisa Renström, född 1776, död efter år 1850, var en finländsk naturläkare, en så kallad klok gumma. Hon var verksam i Österbotten.
Greta Kaisa Renström var dotter till sjömannen Johan Frilund och Brita Johanintytären och gifte sig 1798 med sjömannen Jakob Kristofferin, och 1823 med Hans Renström. Från cirka 1800 och framåt var hon aktiv som naturläkare i trakten av Karleby, och blev en framstående representant för detta yrke i Finland. Hon uppgav själv att hon hade lärts upp i yrket av Pilka Moor, som var välkänd för sin massageteknik. Hennes mest kända patient var Zacharias Topelius, som omnämnde henne, och som gjorde henne känd och respekterad för sin förmåga inom massage och behandling av benfrakturer. År 1800 togs hon upp i en förteckning över framstående kvinnor av en lokal kvinnoförening, som ville samla exempel på kvinnor framgångsrika inom olika yrkeskategorier. 
Hon figurerar som förebilden för den fiktiva karaktären Perttula Liisa av Topelius.